# Urbain-Lézin Boreau de la Besnardière
Pierre Lézin Urbain Boreau de La Besnardière (27 mai 1760 - 7 juillet 1823), est un homme politique français, né et mort à Champtocé-sur-Loire, où il a assuré les fonctions de maire à Angers. 

## Biographie
Pierre Lézin Urbain Boreau de La Besnardière naît le 27 mai 1760 à Champtocé-sur-Loire.
Il est le fils de Pierre Boreau de la Besnardière, huissier de la chambre du duc d'Orléans, anobli par lettres patentes de 1779.
En tant que négociant, associé à son cousin Faultrier de la Clergerie, il devient fournisseur de la Marine, avant la Révolution française.
D'après Gustave Chaix d'Est-Ange, « il est pourvu le 23 mai 1787 de l'office de secrétaire du roi en la chancellerie près le Conseil supérieur de Roussillon et fit régler ses armoiries par d'Hozier au cours de cette même année ».
Il meurt à Angers le 7 juillet 1823.

## Mandat
Pierre Lezin Urbain  Boreau de La Besnardière est maire d'Angers de 1808 à 1813.

## Distinctions, titre et armoiries

### Décoration
- Chevalier de la Légion d'honneur[3]

### Titre
Il est créé baron de l'Empire avec majorat par lettres patentes du 14 avril 1810,,. Il transmet son titre de baron à son petit-fils Félix, Rémond Duplat de Monticourt le 31 juillet 1821,.

### Armoiries
« Coupé : au premier fascé d'azur et d'or de six pièces, à l'étoile d'or placée au second point en chef, au second d'azur à l'ancre d'argent accompagnée de deux merlettes affrontées du même, franc-quartier des Barons Maires ; et pour livrées : bleu, jaune, blanc. ».

## Vie privée
Il se marie en 1795 à Bordeaux, avec Marie Doazan. Le couple aura une fille, Raymonde.